# Antonio Domínguez
Antonio Domínguez Martínez (Sotopalacios, 4 settembre 1933 – Gerona, 10 gennaio 2008) è stato un calciatore spagnolo, di ruolo centrocampista.

## Carriera
Con l'Atlético Madrid vinse una Coppa delle Coppe (1961-62), mentre col Tenerife un campionato di Segunda División.